# Unam Sanctam
Unam Sanctam (łac. jeden święty) – bulla papieża Bonifacego VIII z 18 listopada 1302 roku. 
Bulla ta, powstała w wyniku sporu z królem Francji Filipem Pięknym, jest deklaracją praw i przywilejów papiestwa. Na podstawie kilku wersetów Biblii, Bonifacy VIII stwierdza, że:
- społecznością chrześcijańską rządzą dwa miecze: duchowy i materialny, oba poddane władzy duchowej, która stoi ponad wszelką władzą doczesną,
- idea niezależności władzy świeckiej od duchowej jest herezją manichejską;
- najwyższa władza duchowa, nawet jeśli zbłądzi, nie podlega sądowi ziemskiemu lecz tylko niebieskiemu.

Jeśli więc ziemska władza zejdzie z właściwej drogi, sądzona jest przez władzę duchową, zaś gdy niższa władza duchowa zbłądzi, wtedy niższa władza jest sądzona przez wyższą. Lecz jeśli najwyższa władza zbłądzi, to może być ona sądzona jedynie przez Boga, nie zaś przez człowieka, jak poświadcza Apostoł: „Człowiek duchowy osądza wszystko, lecz sam przez nikogo nie jest sądzony”.

- posłuszeństwo Biskupowi Rzymu jest konieczne do osiągnięcia zbawienia.

Toteż oznajmiamy, twierdzimy, określamy i ogłaszamy, że posłuszeństwo każdej istoty ludzkiej Biskupowi Rzymskiemu jest konieczne dla osiągnięcia zbawienia.

Tekst orygin.: Porro subesse Romano Pontifici omni humanæ creaturæ declaramus, dicimus, definimus et pronunciamus omnino esse de necessitate salutis.

Ponieważ ostatnia deklaracja rozpoczyna się wstępem typowym dla wypowiedzi uznawanych przez dogmatyków Kościoła katolickiego za nieomylne: 

Toteż oznajmiamy, twierdzimy, określamy i ogłaszamy, że ...

wielu teologów rzymskokatolickich uważa ją za definicję nieomylną.
Bulla Unam Sanctam została uroczyście potwierdzono na XI sesji XVIII Soboru Laterańskiego V (1516) bullą Leona X Pastor aeternus gregem.

Ponieważ konieczne jest do zbawienia, aby wszyscy wyznawcy Chrystusa byli poddani Rzymskiemu Pasterzowi, jak o tym wiemy z Pisma św. i z nauki świętych Ojców oraz z ogłoszenia konstytucji Unam Sanctam Poprzednika Naszego błogosławionej pamięci papieża Bonifacego VIII, wznawiamy i zatwierdzamy tę konstytucję w obliczu świętego Soboru [...].

BF II,15

Leon X następnie dodał, że ten, który jest nieposłuszny następcom Piotra (biskupom rzymskim) ponosi śmierć: 

Petri successores [...] quibus ex libri Regum testimonio ita obediere necesse est, ut qui non obedierit morte moriatur.